# Bartolomeo Roverella
Bartolomeo Roverella   (Rovigo, 1406 - Ferrara, 5 de maig de 1476) fou un cardenal italià.

## Biografia
Fill del comte palatí Giovanni Roverella i Beatrice Leopardi da Lendinara, als vint anys va estar vinculat al gremi dels notaris de Rovigo. El 23 d'abril de 1438 es va llicenciar en dret civil. Decisius per al seu destí van ser personalitats capaços i influents com Guarino de Verona, Ludovico Trevisan o el papa Eugeni IV.
Va ser bisbe d'Adria, arquebisbe de Ravenna i cardenal del títol de San Marcello. El seu secretari era Callimachus Experiens.
L'any 1474 va promoure la construcció d'un edifici majestuós, el Palazzo Roverella, amb vistes a l'aleshores Piazza Maggiore, que després portarà el nom de Vittorio Emanuele II, de Rovigo.